# هانز زيهيتماير
هانز زيهيتماير (بالألمانية: Hans Zehetmayer)‏ (28 أبريل 1909 – القرن الـ20) هو ملاكم نمساوي راحل، مثّل بلاده في الألعاب الأولمبية الصيفية 1936.

## روابط خارجية
هانز زيهيتماير على موقع أوليمبيديا (الإنجليزية)